# 喀斯喀特鎮區 (愛荷華州迪比克縣)
喀斯喀特鎮區（英語：Cascade Township）是位於美國愛荷華州迪比克縣的一個行政鎮區。

## 地方資料
根據2010年美國人口普查的數據，喀斯喀特鎮區的面積為92.68平方千米，當中陸地面積為92.68平方千米，而水域面積為0.07平方千米。當地共有人口1079人，而人口密度為每平方千米11.64人。